# Morane-Saulnier P
Morane-Saulnier P [moran sóňijé] (francouzsky Morane-Saulnier type P) byl francouzský vzpěrový hornoplošník smíšené konstrukce užívaný jako průzkumný a stíhací letoun během první světové války. 

## Vývoj
Morane-Saulnier Typ P přímo navazoval na předchozí konstrukce Morane-Saulnier L a Morane-Saulnier LA. Od svého předchůdce Typu LA se odlišoval výkonnějším rotačním devítiválcem Le Rhône 9Jb o výkonu 81 kW s účinnější dvoulistou vrtulí a novou konstrukcí trupu.
Type P byl stavěn ve dvou základních variantách. Většinu produkce tvořily dvoumístné průzkumné a pozorovací letouny vyzbrojené pohyblivým kulometem Lewis ráže 7,7 mm nad křídlem, který ovládal pilot a stejnou pohyblivou zbraní pro pozorovatele k obraně zadní polosféry.
Méně početnou sériovou verzí byl jednomístný stíhací letoun vyzbrojený jedním nebo dvěma synchronizovanými kulomety Vickers ráže 7,7 mm instalovanými na hřbetě trupu před pilotem.[zdroj⁠?!] Jednomístná varianta měla pilotní kabinu pro dodržení těžiště posunutu vzad a křídlo bylo posazeno níže.[zdroj⁠?!] Obě varianty Aéronautique militaire vedlo jako typ MoS.21. U prvních strojů MoS.21 se vyskytovaly rozdílně dole vykrojené kryty motorů i různě velké vrtulové kužely.
Pro nedostatek pohonných jednotek Le Rhône 9Jb byly do draků Type P instalovány méně výkonné motory Le Rhône 9C o výkonu 59 kW. U Aéronautique militaire nesly označení MoS.24.
Již v roce 1916 byl drak Type P technologicky modernizován a motor Le Rhône 9Jb obdržel celistvý kruhový kryt s větracím otvorem na levé straně. Vrtulový kužel již nebyl používán. Vojenské označení bylo změněno na MoS.26.

## Nasazení
U Aéronautique militaire Type P sloužil u stíhacích escadrille N 12, N 124 a N 314 a průzkumných nebo smíšených MS 140, MS 215, N 67, N 79, F 203, F 206, C 207, F 215 a F 218. Výhradní výzbroj tvořil u letek MS 410 a MS 215, zatímco u dalších jednotek ve výzbroji doplňoval jiné typy letounů.  Na podzim 1916 přestával jako zastarávající vyhovovat bojovým operacím, v létě následujícího roku již ve stavu francouzského letectva bylo jen cca 100 operačních kusů. Další exempláře Type P sloužily k výcviku, nebo tvořily zálohy. U escadrill MS 140 a MS 215 vydržely v operační službě do začátku roku 1918, než u nich byly nahrazeny typem SPAD S.XVI.
Několik kusů bylo dodáno carskému Rusku, kde však pro neoblíbenost záhy přešly od bojových útvarů k leteckým školám. 
Většího exportního úspěchu dosáhly ve Spojeném království, jehož RFC převzalo postupně 116 strojů Morane-Saulnier Type P. Dodávky byly zahájeny již v roce 1916 a sloužily například u perutí č. 1 a č. 3, převážně jako fotoprůzkumné. U 3. peruti RFC je doložena instalace kulometu Lewis na křídle za pomoci lafety Foster. Od roku 1917 přecházely k výcviku, zejména u 1. záložní výcvikové peruti (1. Reserve Training Squadron) v Gosportu a 1. etapní pilotní škole (No. 1 Aircraft Depot Pilot School) ve francouzském Saint-Omer.
V roce 1919 byly obě varianty Typ P po jednom kusu vyvezeny do Japonska a Brazílie.

## Uživatelé
- Brazílie[5]
  - Brazilské letectvo[zdroj⁠?!] (1 kus)
- Francie
  - Aéronautique militaire
- Japonsko[5]

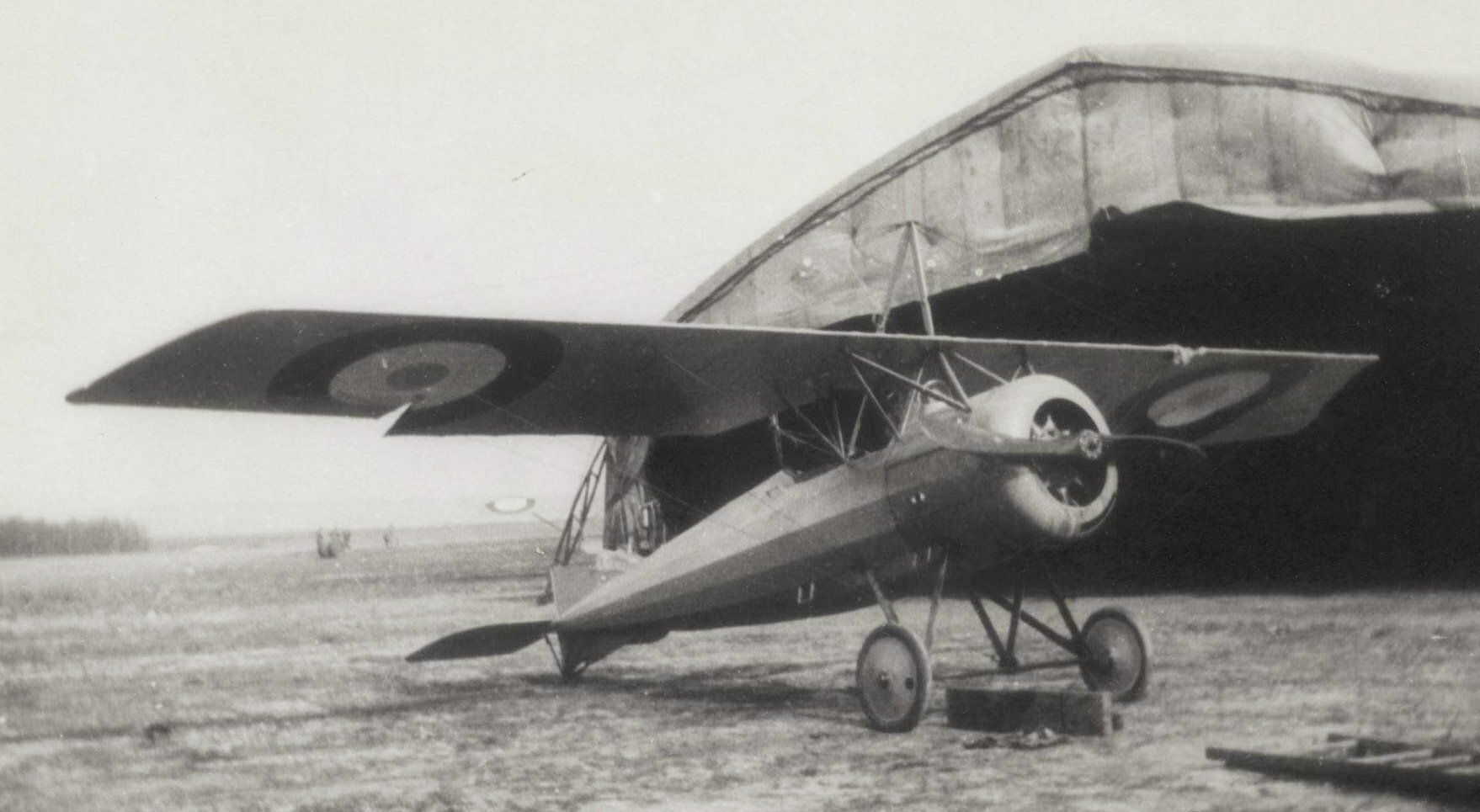
Morane-Saulnier P (MoS.26) v Aisne, duben 1917

  - Japonské císařské armádní letectvo[zdroj⁠?!] (1 kus)
- Ruské impérium
  - Letectvo carského Ruska
- Spojené království
  - Royal Flying Corps

## Specifikace (MoS.21)
Údaje platí pro dvoumístnou průzkumnou verzi MoS.21

### Technické údaje
- Osádka: 2 (pilot a pozorovatel)
- Rozpětí: 11,16 m
- Délka: 7,18 m
- Výška: 3,47 m
- Nosná plocha: 18 m²
- Prázdná hmotnost: 433 kg
- Vzletová hmotnost: 730 kg
- Pohonná jednotka: 1 × rotační motor Le Rhône 9Jb
- Výkon pohonné jednotky: 110 hp (82 kW)

### Výkony
- Maximální rychlost u země: 162 km/h
- Cestovní rychlost: 145 km/h
- Vytrvalost: 4 h
- Dolet: 375 km
- Dostup: 4 800 m
- Výstup do 2 000 m: 8 min a 45 s

### Výzbroj
- 1 × synchronizovaný kulomet Vickers ráže 7,7 mm
- 1 × pohyblivý kulomet Lewis ráže 7,7 mm